# Sociologi om kritik
Sociologien om kritik er en sociologisk undersøgelse af begrebet kritik i givne omstændigheder. Undersøgelsen er deskriptiv, ved at klarlægge – beskrive – kritikkens mulighedsbetingelser i en given omstændighed. Hvad får en person til at rejse sig i en forsamling og kritisere, og har han overhovedet lov til det? Den kritiske sociologis undersøgelse af gyldig og normativ kritik, rejser spørgsmålene om hvad god kritik er, hvilke mulighedsbetingelser denne skal have, og hvordan et godt samfund burde tilvejebringe disse. Sociologien om kritik kan derimod ses som et fokus på den institutionaliserede praksis, og den sociologiske efterprøvning af kritikkens mulighedsbetingelser.

## Historisk baggrund
Sociologien om kritik groede frem i 80'erne med udgangspunkt i Luc Boltanski og Laurent Thévenots værk "De la Justification" (engelsk: On Justification). Den udgør i bredere forstand den ene halvdel af en pragmatisk bølge i fransk sociologi, kaldet pragmatisk sociologi, hvoraf Bruno Latour og Michel Callon har ledt den anden del. Sammenfattende for den pragmatiske franske sociologi er, at man "følger aktørerne", dvs. tager deres handlinger og udtalelser for pålydende, og ikke forsøger at mistænke aktørerne, ved at "se bagom" (den så kaldte "hermeneutic of suspicion", On Justification, 2006)

## Reference
1. ↑  http://www.soc.ku.dk/english/staff/researchers/?id=182002&f=3&pubcategory=research&vis=medarbejderog Torben Elgaard Jensen: Bruno Latour – hybride tanker i en hybrid verden, Hans Reitzels Forlag, 2009